# División administrativa de Guadalajara
El municipio de Guadalajara en el estado de Jalisco, México, está dividido en sectores y zonas. Una de estas divisiones involucra a los municipios de la zona metropolitana.

## División por Zona
Entre la década de 1980 y 1990, esta división cambió drásticamente, de tener cuatro sectores, se pasó a siete zonas.
Aún existen algunas placas de nomenclatura de las calles en las que se puede apreciar el nombre de los antiguos sectores.
Aunque ahora sigue vigente esta última división, su uso es menor al proporcionar datos personales, pero se mantienen en las placas de las esquinas.

Zonas de Guadalajara

El municipio de Guadalajara está dividido en 7 zonas, que son:
- Zona Centro Sus límites son al norte con la avenida Circunvalación J. Álvarez del Castillo y Circunvalación División del Norte, al este con Belisario Domínguez/Calzada del Ejército, al sur con Circunvalación Santa Eduwiges y al oeste con Avenida de las Américas. En él se encuentra el centro histórico.

- Zona Minerva Sus límites son al norte con la Avenida de la Patria, al este con Circunvalación J. Álvarez del Castillo y Avenida de las Américas, al sur con Avenida Mariano Otero y Avenida Cruz del Sur y al oeste con el límite del municipio y Avenida Acueducto.

- Zona Huentitán Los límites de esta zona al norte es el límite del municipio, al este es la Avenida Belisario Domínguez, al sur la Circunvalación División del Norte y al oeste la Calzada Federalismo.

- Zona Oblatos Los límites de esta zona son al norte y al este con  el límite del municipio, al oeste con la Avenida Circulvalación Oblatos y Belisario Domínguez y al sur con Circunvalación Oblatos y Avenida José María Iglesias.

- Zona Tetlán Los límites de esta zona son al norte con Avenida José María Iglesias, al este con el límite del municipio que divide en dos el Parque de la Solidaridad Iberoamericana, al sur con el límite del municipio y al oeste con las avenidas San Rafael, San Jacinto y Plutarco Elías Calles.

- Zona Tecnológico (Olímpica) Sus límites son al norte con Circunvalación Oblatos al este con las avenidas San Rafael, San Jacinto y Plutarco Elías Calles, al sur con el límite del municipio y la Avenida Dr. Michel y al oeste con Calzada del Ejército y Belisario Domínguez.

- Zona Industrial (Cruz del Sur) Sus límites son al norte con la Avenida Mariano Otero y Circunvalación Sta. Eduwiges, al este con Avenida Dr. Michel, al sur con el límite del municipio y al oeste con Avenida Cruz del Sur.

## División por Sectores
En pleno porfiriato, durante la gobernatura del general Ramón Corona, el criterio militar del gobierno en turno tomó la determinación de dividir la ciudad en cuatro sectores: Hidalgo, Libertad, Juárez y Reforma, que perduraron en la administración urbana a lo largo del siglo XX.
Pero los sectores se siguen utilizando de manera tradicional porque las calles cambian de nombre según el sector en que se encontraban. La división por sectores no involucra a los municipios de Zapopan, Tonalá y Tlaquepaque, pero al expandirse la mancha urbana las partes colindantes entre guadalajara y los otros tres municipios adoptaron la denominación.

Sectores de Guadalajara

- Sector Hidalgo   se localiza al noroeste de la ciudad y alcanza el municipio de Zapopan.
- Sector Libertad   Se localiza al noreste de la ciudad y alcanza el municipio de Tonalá.
- Sector Juárez   Se localiza al suroeste de la ciudad y alcanza los municipios de Zapopan y Tlaquepaque.
- Sector Reforma   Se localiza al sureste de la ciudad y alcanza los municipios de Tonalá y Tlaquepaque.